# Дженні Лівінгстон
Дженні Лівінгстон (нар. 24 лютого 1962) — американська режисерка. Відомі документальні фільми «Париж горить» (1990), «Земля табір Перший».

## Життєпис
Народилася в Далласі, штат Техас, виросла у Лос-Анджелесі, куди переїхала її сім'я, коли їй було два роки. Має єврейське походження. Мати, Міра Кон Лівінгстон, була поетесою, авторкою книг для дітей та антологинею. Батько, Річард Лівінгстон, був бухгалтером та автором дитячої книги «Ханкендкенс». Брат Джонас був музичним виконавчим керівником в Geffen Records та в MCA Records, керував відеокліпом на хіт Edie Brickell & New Bohemians 1988 року What I Am. Інший брат Джошуа. Дядько, режисер Алан Дж. Пакула, заохотив її зняти перший фільм.
Відвідувала середню школу Беверлі-Гіллз та закінчила Єльський університет у 1983 році, де вивчала фотографію, малювання та живопис з англійською літературою. Одним з її викладачів у Єлі був фотограф Тод Папажордж. Лівінгстон взяла літній клас кінознімання в Нью-Йоркському університеті в 1984 році. Переїхала до Нью-Йорка в 1985 році, була активісткою групи боротьби зі СНІДом ACT UP. Працювала в художньому відділі над фільмом Пакули «Сироти» 1987 року.
Батько Лівінгстон помер від серцевої хвороби в 1990 році, мати та бабуся померли від раку протягом одного місяця в 1996 році. Через два роки в автокатастрофі помер дядько Алан Пакула, а брат Йонас раптово помер на початку 2000 року. Втрата родини та пережиті скорботи змусили Дженні Лівінгстон почати роботу над фільмом «Земля табір Перший».
Дженні Лівінгстон лесбійка. Живе в Брукліні.

## «Париж горить»
Документальний фільм розповідає про нью-йоркську культуру дреґ-балів, що складається з групи геїв, трансгендерів, чорношкірих і латиноамериканців. Цей фільм отримав премію Великого журі Санденса 1991 року та був ключовим фільмом як у новому американському русі незалежних фільмів, так і у новонародженому напрямку New Queer Cinema. «Париж горить» був одним з перших успішних робіт кінокомпанії Miramax Films і допоміг прокласти шлях для наступних комерційно успішних документальних фільмів. Це був один з найкращих фільмів 1991 року за версією журналів «Лос-Анджелес Таймс», «Тайм», «Вашингтон пост» та «NPR», «New York Magazine». 2016 року він був включений до Кіноархіву в бібліотеці Конгресу разом із ще 24 фільмами, серед яких «Птахи», «Король лев» та «На схід від раю». Після прем'єри фільм отримав позитивні відгуки від чорних квір-критиків, включно з Ессексом Гемфіллом, який написав рев'ю до газети «Ґардіан», та Мішель Паркерсон, яка написала рев'ю до «Black Film Review». Сприятливі відгуки з'явились у журналі «Нью-Йоркер», «Тайм», «Вілледж войс», «Ньюсвік» та інших. Критичні рецензії, особливо з есеїстки белл гукс та кінокритика Б. Рубі Річ.
Фільм став джерелом натхнення для режисерів, телевізійних шоу, LGBTQ-спільнот та квір-авктивістів. Його розглядають в університетах кіно, танцю, культурології та в багатьох інших академічних дисциплінах. До сорокаліття Стоунволлських бунтів група активістів з Нью-Йорку FIERCE! переглядали фільм на нью-йоркських причалах, де й була знята велика частина фільму «Париж горить». 2018 року студентська група «Black Lives Matter» з інституту Пратта провели перегляд та обговорення фільму. Фільм надихнув створення шоу «Поза» на каналі FX, в якому присутні цитати, люди та дух з фільму.
Основними спікерами фільму «Париж горить»— Октавія Сен Лоран, Кармен Xtravganza, Брук Xtravaganza, Віллі Ніндзя, Доріан Корі, Junior Labeija, Венера Xtravaganza, Freddie Pendavis, Sol Pendavis, Kim Pendavis і Pepper Labeija. Колектив, який створив «Париж горить» і допоміг йому вийти включає: виконавчі продюсери Медісон Девіс Лейсі та Найджел Фінч, редактор Джонатан Оппенгайм, директор фотографії Пол Гібсон, співпродюсер Баррі Свімар, асоційований продюсер Клер Гудман, керівник виробництва Наталі Гілл та ін.
Фільм, що вийшов 1991 року, показують у всьому світі на фестивалях, в університетах, музеях та громадських колективах, приваблюючи приваблює аудиторію багатьох поколінь. 2017 року критик Нью-Йорк таймс Веслі Морріс включив стрічку в дитячу секцію «Таймс»: «12 фільмів, які слід побачити, перш ніж виповниться 13». Морріс сказва: «Дженні Лівінгстон проводила роки, спостерігаючи за конкурентними анклавами драг-королев. Побачити її документальний фільм якнайшвидше означає, що ви можете провести залишок свого життя, насолоджуючись почуттям людяності, яке розважає, дивує та спустошує вас знову і знову».

## Подальші роботи
Два із короткометражних фільмів Лівінгстон, «Хотяги» та «Хто вгорі?», вивчають теми квір. «Hotheads», документальний фільм 1993 року, створений через організацію Red Hot Organisation (СНІД), досліджує дві реакції коміків на насильство над жінками. «Hotheads» показали на MTV та KQED та випустили на Polygram Video як частину компіляції Red Hot's No Alternative.
«Хто вгорі?» — перший драматичний короткометражний фільм Лівінгстон, прем'єра на Берлінському міжнародному кінофестивалі у 2005 році, з Марін Гінкл, Шеллі Марс і Стівом Бушемі. У цій лесбійській секс-комедії з музичними номерами є 24 танцюристи Бродвею, керовані бродвейським хореографом Джоном Каррафом. Фільм демонструвався на більш ніж 150 кінофестивалях майже на кожному континенті, включаючи театралізовані вистави в Музеї образотворчих мистецтв Бостона та Лондонському інституті сучасного мистецтва.
«Через лід» — цифровий короткометражний фільм, розпоряджений у 2005 році для громадського телебачення WNET-Нью-Йорк, про випадкове утоплення Мігеля Флореса в Проспект-парку, Бруклін, та про людей, які вигулювали собак поблизу та намагалися його врятувати; фільм експонувався на кінофестивалі Санденс 2006 року.
У 2011 році Лівінгстон організувала кампанію на Kickstarter для підтримки свого кінопроєкту «Земля табір Перший». Нехудожній повнометражний фільм, спогад-нарис про горе, втрати та літній табір гіпі в 1970-х, а також ширше дослідження того, як американці бачать втрату та незмінність, включаючи колективні політичні втрати. Лівінгстон вперше почала працювати над проєктом у 2000 році, бажаючи дослідити теми втрат і горя після втрати батька, матері, діда, дядька та брата між 1990 і 2000 роками. Стрічка у статусі «постпродукція» на IMDb з грудня 2014 року.
Лівінгстон також розробляє Prenzlauer Berg, епізодичний проєкт ансамблю, створений у мистецьких світах Нью-Йорка та Східного Берліна наприкінці 1980-х.
У 2011 році Лівінгстон була режисером відео на шоу Елтона Джона «Піаніон» у палаці Цезара в Лас-Вегасі. Це серія чорно-білих портретів рухомих зображень різних жителів Нью-Йорку, що супроводжують пісню «Mona Lisas and Mad Hatters». Шоу тривало 7 років.
Лівінгстон викладала і читала лекції в усьому світі, включаючи курси викладання в Єльському університеті, Бруклінському та Коннектикутському коледжах. Стипендії включали Фонд Ґуґґенгайма, Центр Гетті, Німецької служби академічних обмінів (DAAD), колонію Макдауелла та Національний фонд мистецтв (NEA).
З 2018 року Лівінгстон є консалтинговою продюсеркою у драматичному серіалі «Поза» від каналу FX, на створення якого «сильно надихнув» її документальний фільм «Париж горить».